# Меркурьева, Вера Александровна
Вера Александровна Меркурьева (1876—1943) — русская поэтесса и переводчица.

## Биография

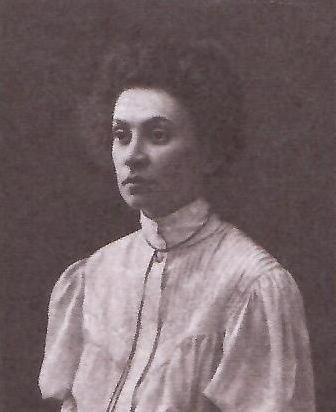
В. А. Меркурьева в 1900-е годы

Родилась в семье землемера. В 1895 окончила Владикавказскую женскую гимназию. С детства страдала глухотой, сердечным расстройством. Поэзией всерьёз занялась уже в зрелом возрасте, когда ей было за сорок.
В 1912—1917 публикуется в журнале «Вестник теософии». В 1917 переезжает в Москву, сближается с Вячеславом Ивановым и кругом символистов, публикует стихи в символистских альманахах и журналах. В 1920 вернулась во Владикавказ, где прожила до 1932, когда вновь возвратилась в Москву.
В Москве жила в крайней бедности. Во время войны эвакуировалась в Ташкент, где и скончалась в марте 1943. Была похоронена на Боткинском кладбище в Ташкенте, рядом с могилой Е. Дмитриевой (Черубины де Габриак). Могилы обеих до наших дней не сохранились.
Единственная прижизненная книга Меркурьевой — вышедший в 1937 сборник переводов из Перси Биши Шелли. Несмотря на несколько попыток друзей поэтессы издать книгу её стихов при её жизни, сборника она так и не увидела. Впервые поэтическое наследие Веры Меркурьевой увидело свет только в 2007 году.